# Hockey Bassano 2016-2017
Questa voce raccoglie le informazioni riguardanti l'Hockey Bassano nelle competizioni ufficiali della stagione 2016-2017.

## Maglie e sponsor
| 1ª divisa | 2ª divisa |

## Organico

### Giocatori
| N° | Naz.                  | Ruolo | Sportivo           |  |  |  |
| -- | --------------------- | ----- | ------------------ |  |  |  |
|    | Italia (bandiera)     | P     | Mauro Del Monte    |  |  |  |
|    | Italia (bandiera)     | P     | Davide Merlo       |  |  |  |
|    | Italia (bandiera)     | D     | Samuel Amato       |  |  |  |
|    | Italia (bandiera)     | D     | Mattia Milani      |  |  |  |
|    | Italia (bandiera)     | D     | Michele Panizza    |  |  |  |
|    | Italia (bandiera)     | D     | Alessandro Toniolo |  |  |  |
|    | Italia (bandiera)     | A     | Mattia Baggio      |  |  |  |
|    | Spagna (bandiera)     | A     | Marc Julia Soler   |  |  |  |
|    | Portogallo (bandiera) | A     | Diogo Neves        |  |  |  |
|    | Italia (bandiera)     | A     | Massimo Tataranni  |  |  |  |

### Staff
- Allenatore:  Pino Marzella